# Большая Цема
Большая Цема — река в Архангельской области России, правая составляющая Цемы (бассейн Мезени).
Берёт начало из озера Палощельского, сливается с Малой Цемой, образуя реку Цему. Длина реки — 84 км.

## Данные водного реестра
По данным государственного водного реестра России относится к Двинско-Печорскому бассейновому округу, водохозяйственный участок реки — Мезень от водомерного поста деревни Малонисогорская и до устья. Речной бассейн реки — Мезень.
Код объекта в государственном водном реестре — 03030000212103000049620.